# Dirty Mind (film)

Dirty Mind est un film belge en néerlandais, écrit et réalisé par Pieter Van Hees et sorti en 2009. Il est le deuxième opus de sa trilogie thématique Anatomie van liefde en pijn (Anatomie de l'amour et de la douleur), après Left Bank (Linkeroever), sorti en 2008. Techniquement, les histoires des films ne sont pas liées.

## Distribution
- Wim Helsen : Diego / Tony T.
- Robby Cleiren : Cisse
- Kristine Van Pellicom : Jaana
- Peter Van Den Begin : David Vandewoestijne
- Maaike Neuville : Kiki
- Sien Eggers : Annie
- Peter van den Eede : Roger
- Sara De Bosschere : Brigitte
- Frank Vercruyssen : Jacques
- Bas Teeken : Johan, le producteur
- Frank Focketijn : Charlie
- Adriaan Van den Hoof : Brecht
- Koen van Impe : le régisseur
- Tine Embrechts : Sandra, la fille au maquillage
- Diane Meersman : la costumière
- Rik Willems : le chef de tournage
- David Escada : le cameraman
- Mark Verstraete : Mr. Depuydt, le patient atteint de la maladie de Parkinson
- Bruno Vanden Broecke : le professeur Gheeraerts
- Sara de Roo : le premier congressiste
- Luc Nuyens : le deuxième congressiste
- Leen Dendievel : l'infirmière
- Manou Kersting : l'éboueur
- Jan Bijvoet : Guru Hugo Duchamps
- Marc Didden : Roger, le client
- Ruth Becquart : Cathy, la prostituée
- Tracee Westmoreland : Nancy
- Kwai-Tong To : le régisseur à Hong Kong
- Joe Choi : le coordonnateur des cascades à Hong Kong